# غاردهليغن
غراده لغن (بالألمانية: Gardelegen) هي بلدة ألمانية تقع في ألمانيا في ساكسونيا أنهالت. يقدر عدد سكانها بـ 23,237 نسمة .

## المدن التوأمة
مدن غيفهورن وفالتروب هي مدن توأمة لـغراده لغن.

## أعلام
- يوهان خواكيم لانج
- يوهان ويلهلم بورنيمان
- يوهان فيلهلم ينمان
- رودلف لينداو